# アクアレリスト
アクアレリスト（Aquarelliste、香港表記:雅佳利）とは、フランスの競走馬である。名前の由来は「水彩画家」より。発音の関係で、アクワレリスト、アクアレリスタと表記されることもある。主な勝ち鞍は2001年ディアヌ賞、ヴェルメイユ賞、2002年ガネー賞。また、凱旋門賞2着の実績もある。全弟に2007年のジャパンカップに出走したアルティストロワイヤルがいる。

## 戦績
デビューは3歳になってからの2001年4月29日。2歳の5月から新馬戦が組まれるフランス競馬にあっては非常に遅いデビューであった。この初戦は危なげなく勝利したが、しかしここで管理調教師アンドレ・ファーブルと馬主ダニエル・ウィルデンシュタインとの間にトラブルが生じ、エリー・ルルーシュ厩舎に転厩した。しかし馬自身に特に影響はなく2戦目も快勝すると、 3戦目にフランスのオークスにあたるディアヌ賞に駒を進める。僅か2戦のキャリアしかなかったがその素質が評価されサンタラリ賞の優勝馬ナディアなどを抑えて1番人気となり、先行抜け出しの1馬身半差で快勝した。その後、フランスの最強牝馬決定戦ヴェルメイユ賞に進みここも勝利すると、次いで凱旋門賞に出走。サキーに続く2番人気に支持され、直線では同馬に突き放されたが人気通りの2着と好走した。
その後休養に入り、古馬となって初戦のガネー賞に勝利すると、以後も好走を続けキングジョージ6世&クイーンエリザベスダイヤモンドステークス4着、 香港ヴァーズ2着などの成績を残した。翌年も現役を続け、緒戦のG3エクスビュリ賞に優勝したが、続いて出走したドバイワールドカップでは9着と大敗し、この競走を最後に引退、繁殖牝馬となった。2004年に父サドラーズウェルズの牝馬が誕生している。

### 競走成績
| 年月日 | 年月日 | 年月日 | 競馬場       | レース名        | 格   | 人気 | 着順 | 距離          | タイム  | 着差   | 騎手       | 斤量 | 勝ち馬/（2着馬） |
| 2001   | 04     | 29     | ロンシャン   | セリザイエ賞    |      | 1    | 1着  | 芝2000m（良） | 2:13.8  | 3身    | O.ペリエ   | 57   | （Khaliyna）     |
| 2001   | 05     | 21     | シャンティイ | メリザンド賞    | 準重 | 1    | 1着  | 芝2000m（重） | 2:05.6  | 2身1/2 | O.ペリエ   | 56.5 | （Sugar Mill）   |
| 2001   | 06     | 10     | シャンティイ | ディアヌ賞      | G1   | 1    | 1着  | 芝2100m（良） | 2:09.50 | 1身1/2 | D.ブフ     | 57   | （Nadia）        |
| 2001   | 09     | 16     | ロンシャン   | ヴェルメイユ賞  | G1   | 1    | 1着  | 芝2400m（良） | 2:29.4  | クビ   | D.ブフ     | 57   | （Diamilina）    |
| 2001   | 10     | 17     | ロンシャン   | 凱旋門賞        | G1   | 1    | 2着  | 芝2400m（良） |         | 6身    | D.ブフ     | 54.5 | Sakhee           |
| 2002   | 04     | 28     | ロンシャン   | ガネー賞        | G1   | 1    | 1着  | 芝2100m（良） | 2:11.4  | 1/2    | D.ブフ     | 56.5 | （Execute）      |
| 2002   | 06     | 30     | サンクルー   | サンクルー大賞  | G1   | 1    | 3着  | 芝2400m（良） |         | 2身    | D.ブフ     | 59.5 | Ange Gabriel     |
| 2002   | 07     | 27     | アスコット   | KGVI&QEDS       | G1   | 5    | 4着  | 芝12f（良）   |         | 5身3/4 | D.ブフ     | 59   | Golan            |
| 2002   | 09     | 15     | ロンシャン   | フォワ賞        | G2   | 1    | 1着  | 芝2400m（良） | 2:29.0  | 1身    | D.ブフ     | 56.5 | (Anabaa Blue)    |
| 2002   | 10     | 06     | ロンシャン   | 凱旋門賞        | G1   | 4    | 6着  | 芝2400m（良） |         | 2身    | D.ブフ     | 58   | Marienbard       |
| 2002   | 12     | 15     | 沙田         | 香港ヴァーズ    | G1   | 1    | 2着  | 芝2400m（良） | 2:28.5  | 3/4    | C.ルメール | 55.3 | Ange Gabriel     |
| 2003   | 03     | 08     | サンクルー   | エクスビュリ賞  | G3   | 1    | 1着  | 芝2000m（不） | 2:13.85 | 5身    | D.ブフ     | 57.5 | （Caesarion）    |
| 2003   | 03     | 29     | ナドアルシバ | ドバイワールドC | G1   | 5    | 9着  | ダ2000m（良） |         | 19身   | D.ダフ     | 57.5 | Moon Ballad      |

## 血統表
| アクアレリストの血統（ダンジグ系／Northern Dancer3×4=18.75%、Natalma4×4×5=15.63%、Wild Risk4×5=9.38%） | アクアレリストの血統（ダンジグ系／Northern Dancer3×4=18.75%、Natalma4×4×5=15.63%、Wild Risk4×5=9.38%） | アクアレリストの血統（ダンジグ系／Northern Dancer3×4=18.75%、Natalma4×4×5=15.63%、Wild Risk4×5=9.38%） | （血統表の出典）    | （血統表の出典） |
| 父 *デインヒル Danehill 1986 鹿毛 アメリカ                                                             | 父の父Danzig 1977 鹿毛 アメリカ                                                                        | Northern Dancer                                                                                        | Nearctic            | Nearctic         |
| 父 *デインヒル Danehill 1986 鹿毛 アメリカ                                                             | 父の父Danzig 1977 鹿毛 アメリカ                                                                        | Northern Dancer                                                                                        | Natalma             |                  |
| 父 *デインヒル Danehill 1986 鹿毛 アメリカ                                                             | 父の父Danzig 1977 鹿毛 アメリカ                                                                        | Pas de Nom                                                                                             | Admiral's Voyage    | Admiral's Voyage |
| 父 *デインヒル Danehill 1986 鹿毛 アメリカ                                                             | 父の父Danzig 1977 鹿毛 アメリカ                                                                        | Pas de Nom                                                                                             | Petitioner          |                  |
| 父 *デインヒル Danehill 1986 鹿毛 アメリカ                                                             | 父の母Razy Ana 1981 鹿毛 アメリカ                                                                      | His Majesty                                                                                            | Ribot               | Ribot            |
| 父 *デインヒル Danehill 1986 鹿毛 アメリカ                                                             | 父の母Razy Ana 1981 鹿毛 アメリカ                                                                      | His Majesty                                                                                            | Flower Bowl         |                  |
| 父 *デインヒル Danehill 1986 鹿毛 アメリカ                                                             | 父の母Razy Ana 1981 鹿毛 アメリカ                                                                      | Spring Adieu                                                                                           | Buckpasser          | Buckpasser       |
| 父 *デインヒル Danehill 1986 鹿毛 アメリカ                                                             | 父の母Razy Ana 1981 鹿毛 アメリカ                                                                      | Spring Adieu                                                                                           | Natalma             |                  |
| 母 Agathe 1983 栗毛 アメリカ                                                                           | 母の父Manila 1983 鹿毛 アメリカ                                                                        | Lypahrd                                                                                                | Northern Dancer     | Northern Dancer  |
| 母 Agathe 1983 栗毛 アメリカ                                                                           | 母の父Manila 1983 鹿毛 アメリカ                                                                        | Lypahrd                                                                                                | Goofed              |                  |
| 母 Agathe 1983 栗毛 アメリカ                                                                           | 母の父Manila 1983 鹿毛 アメリカ                                                                        | Dona Ysidra                                                                                            | Le Fabuleux         | Le Fabuleux      |
| 母 Agathe 1983 栗毛 アメリカ                                                                           | 母の父Manila 1983 鹿毛 アメリカ                                                                        | Dona Ysidra                                                                                            | Matriarch           |                  |
| 母 Agathe 1983 栗毛 アメリカ                                                                           | 母の母Albertine 1981 鹿毛 フランス                                                                     | Irish River                                                                                            | Riverman            | Riverman         |
| 母 Agathe 1983 栗毛 アメリカ                                                                           | 母の母Albertine 1981 鹿毛 フランス                                                                     | Irish River                                                                                            | Irish Star          |                  |
| 母 Agathe 1983 栗毛 アメリカ                                                                           | 母の母Albertine 1981 鹿毛 フランス                                                                     | Almyre                                                                                                 | Wild Risk           | Wild Risk        |
| 母 Agathe 1983 栗毛 アメリカ                                                                           | 母の母Albertine 1981 鹿毛 フランス                                                                     | Almyre                                                                                                 | Ad Gloriam F-No.8-f |                  |

### 主な近親
- アルティストロワイヤル（全弟-CLハーシュ記念ターフ選手権ステークス・米G1）
- Agathe（母-プシシェ賞・仏G3、フランス1000ギニー2着）
- アルカング（伯父-ブリーダーズカップクラシック・米G1、イスパーン賞・仏G1など）
- Cape Verdi（従姉-1000ギニー・英G1、ロウザーステークス・英G2）
- Abgara（従妹-ビヴァリーDステークス・米G1、ダイアナハンデキャップ・米G1など）
- Actrice（従妹-コリーダ賞・仏G2）
- Ashmore（大伯父-ドーヴィル大賞典・仏G2 2回、ジャンドショードネイ賞・仏G2）